# Verkehrsverbund Region Trier

Logo des Verkehrsverbundes Region Trier

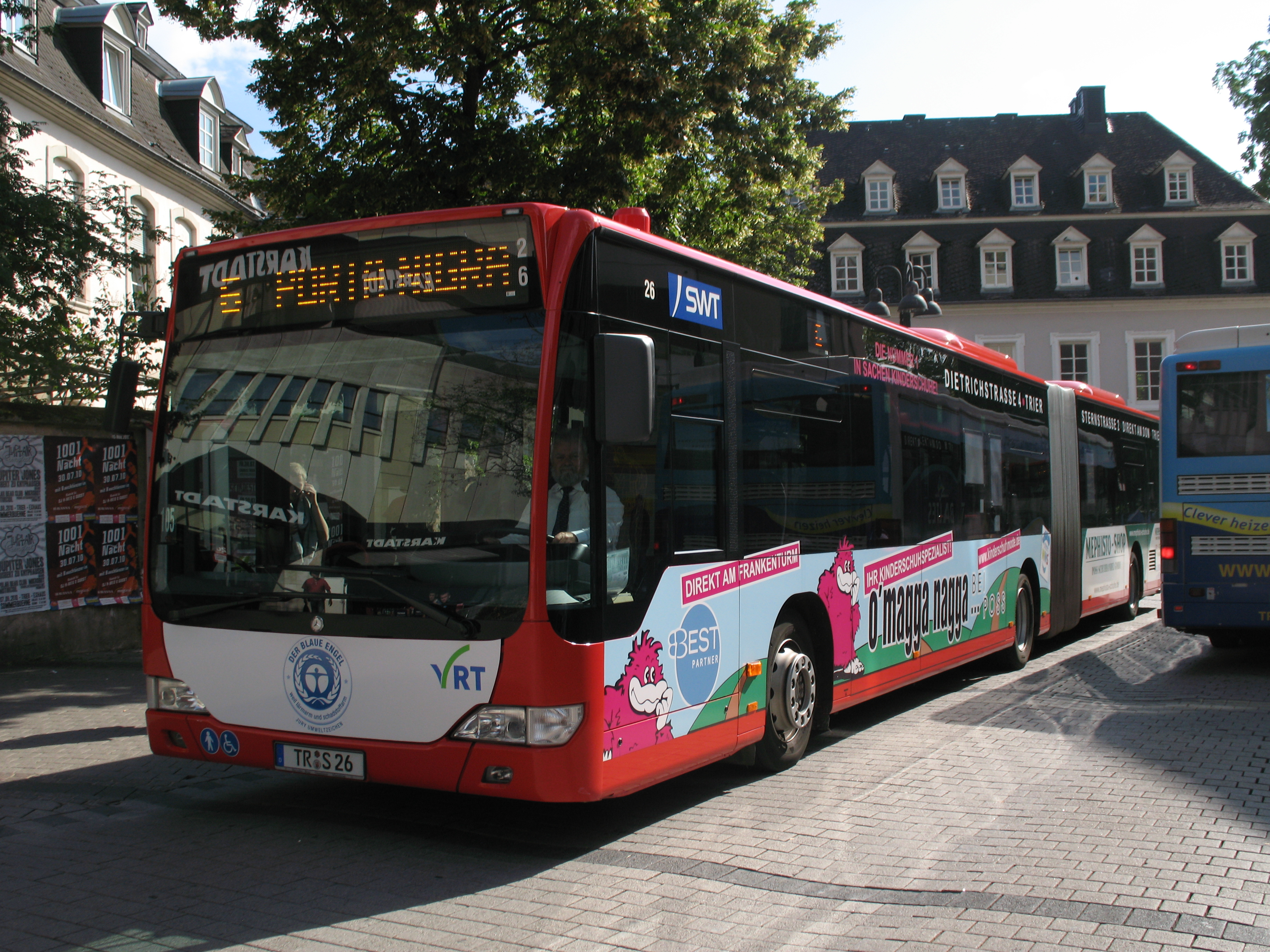
Ein Gelenkbus der SWT an der Haltestelle Treviris.

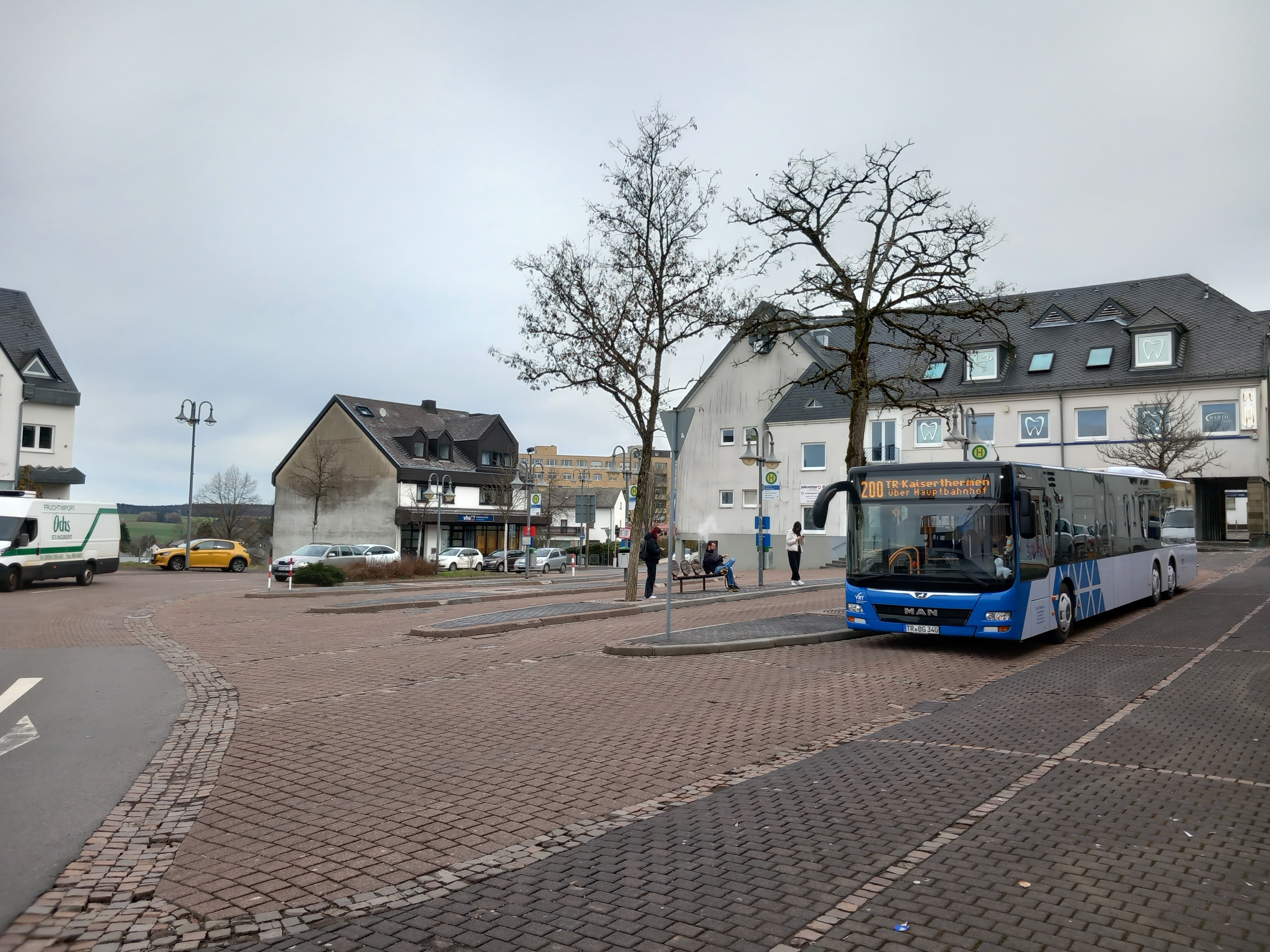
Hermeskeil, Busbahnhof

Der Verkehrsverbund Region Trier (VRT) wurde 2001 als Mischverbund mit dem Ziel gegründet, Kunden das Bus- und Bahnfahren in der Region Trier möglichst einfach zu machen. Seit 1. Januar 2019 ist der VRT nach einer Neuorganisation als Aufgabenträgerverbund die 100-prozentige Tochtergesellschaft des Zweckverbandes VRT. Der ZV VRT als Gesellschafter der VRT GmbH ist ein Zusammenschluss aus der kreisfreien Stadt Trier und den Landkreisen Bernkastel-Wittlich, Bitburg-Prüm, Vulkaneifel und Trier-Saarburg. Hauptaufgaben der VRT GmbH ist die Gestaltung eines einheitlichen ÖPNV-Tarifs sowie eine einheitliche Vermarktung.
Der VRT grenzt im Norden an den Verkehrsverbund Rhein-Sieg (VRS), im Osten an den Verkehrsverbund Rhein-Mosel (VRM), im Süden an den Rhein-Nahe-Nahverkehrsverbund (RNN) und an den Saarländischen Verkehrsverbund (Saar VV), im Westen an das Großherzogtum Luxemburg mit der Bus- und Bahngesellschaft Chemins de Fer Luxembourgeois (CFL). Es werden Fahrkarten angeboten, die auch auf Teilen der Gebiete der benachbarten Verkehrsverbünde und Länder gelten wie das SaarLorLux-Ticket. Ein Übergangstarif besteht ebenso für die Züge der Moselweinbahn (Bullay–Traben-Trarbach), welche auch mit allen Fahrscheinen des Verkehrsverbundes Rhein-Mosel (VRM) genutzt werden können, sofern der Start- oder Zielbahnhof der Fahrt im VRM-Gebiet liegt. Die gültigen Ländertickets für Rheinland-Pfalz, das Rheinland-Pfalz-Ticket sowie das Rheinland-Pfalz-Ticket + Luxemburg werden auch in den Verkehrsmitteln des VRT anerkannt. Diese Tickets sind ebenfalls im Saarland gültig.

## Verkehrsunternehmen im VRT
Eine Übersicht der Verkehrsunternehmen, die im VRT Linienverkehre betreiben:
| Verkehrsunternehmen                                                             | Busnetze                                               | Standort                |
| ------------------------------------------------------------------------------- | ------------------------------------------------------ | ----------------------- |
| bkr mobility GmbH                                                               | Eifel-Kondelwald                                       | Kaisersesch             |
| DB Regio Bus Mitte (DRM) DB Regio Bus Rhein-Mosel (RMB)                         | Eifelmaare (DRM) Östliche Vulkaneifel (RMB)            | Koblenz                 |
| EMV Eifel-Mosel Verkehrsgesellschaft mbH (Busunternehmen Meier + Krakau Reisen) | Neuerburger Land, Waldeifel Wittlicher Land & Hunsrück | Bitburg                 |
| Gebr. Andre GmbH                                                                | Schneifel                                              | Prüm                    |
| Jozi-Reisen GmbH                                                                | Ruwertal-Hochwald                                      | Schweich                |
| Linden Reisen & Co. KG                                                          | Kylltal                                                | Stadtkyll               |
| MB Moselbahn Verkehrsvertriebsgesellschaft mbH                                  | Römische Weinstraße & Mosel                            | Andel (Bernkastel-Kues) |
| Müller-Kylltal Reisen GmbH                                                      | Trierer Land                                           | Trierweiler-Sirzenich   |
| Saargau Linie on Tour GmbH & Co. KG                                             | Saargau                                                | Saarburg                |
| SWT Stadtwerke Trier Verkehrs-GmbH                                              | Stadtverkehr Trier                                     | Trier-Zewen             |
| Tempus mobil GmbH                                                               | Südeifel                                               | Irrel                   |

| Verkehrsunternehmen                     | Linien                                    | Standort |
| --------------------------------------- | ----------------------------------------- | -------- |
| ARGE Nahverkehrsgesellschaft            | 201 ( Hermeskeil - Wadern )               | Merzig   |
| ROBERT-Reisen GmbH & Co. KG             | 328 ( Thalfang - Trier ) bis 12/2025      | Thalfang |
| Scherer Reisen Omnibus Gesellschaft mbH | 800 ( Idar-Oberstein - Thalfang - Trier ) | Gemünden |

## Regionale Busnetze
Die bereits gestarteten regionalen Busnetze im VRT sind:
- Östliche Vulkaneifel (um Daun und Kelberg)
- Mosel (zwischen Neumagen-Dhron, Bernkastel-Kues und Traben-Trarbach)
- Römische Weinstraße (zwischen Trier, Schweich und Neumagen-Dhron)
- Trierer Land (zwischen Trier, Eifel und Sauer)
- Südeifel (zwischen Trier, Bitburg, Neuerburg und Echternacherbrück)
- Schneifel (zwischen Gerolstein, Prüm, Luxemburg und Belgien)
- Saargau (zwischen Saarburg, Konz und Konzer Tälchen)
- Ruwertal-Hochwald (zwischen Trier, Hermeskeil und Zerf)
- Eifelmaare (zwischen Manderscheid, Daun und Bad Bertrich)
- Eifel-Kondelwald (zwischen Daun, Wittlich und Traben-Trarbach)
- Neuerburger Land (zwischen Neuerburg und Bitburg)
- Waldeifel (zwischen Bitburg und Prüm)
- Kylltal (um Gerolstein)
- Hunsrück (im Landkreis Bernkastel-Wittlich)
- Wittlicher Land (um Wittlich)

Die Hauptlinien in jedem regionalen Busnetz fahren täglich meist einmal pro Stunde oder alle zwei Stunden (siehe: Taktfahrplan) und werden durch weitere Linien, teilweise als Rufbusse, ergänzt.
Darüber hinaus verkehren noch RegioBusse ins weitere Umland.

## Schienennetz im VRT-Gebiet und darüber hinaus

### Bahnnetz im Detail
Bahnlinien im VRT-Gebiet sind die Moselstrecke, die Obermoselstrecke, die Mosel-Syretal-Strecke, die Moselweinbahn, die Eifelstrecke, die Saarstrecke und die Trierer Weststrecke, die voraussichtlich am 03. März in Betrieb gehen wird.
| Verkehrsunternehmen      | Linien | Standort   |
| ------------------------ | --- | ---------- |
| CFL Luxembourg           | RB 83 ( Wittlich - Trier - Luxembourg ) RE 11 ( Luxembourg - Trier - Wittlich - Koblenz (- Bonn - Köln - Düsseldorf ) | Luxembourg |
| DB Regio Mitte           | RB 71 ( Schweich ) Trier - Konz - Saarbrücken - Homburg ) RB 81 ( Koblenz - Wittlich - Trier ) RB 82 ( Trier - Perl ) RB 84 ( Ehrang Hafenstraße - Konz - Saarburg ) RE 1 ( Koblenz - Wittlich - Trier - Saarbrücken - Homburg - Kaiserslautern - Mannheim ) RE 16 ( Trier - Thionville - Metz ) | Mannheim   |
| DB Regio NRW             | RB 22 ( Trier - Bitburg Erdorf - Gerolstein - Euskirchen - Köln ) RB 24 ( Trier - Bitburg Erdorf - Gerolstein - Euskirchen - Köln ) RE 12 ( Trier - Bitburg Erdorf - Gerolstein - Euskirchen - Köln )                                                                                            | Düsseldorf |
| Transdev / Moselweinbahn | RB 85 ( Bullay - Traben-Trarbach ) | Boppard    |